# The Rose Garden
The Rose Garden è un film del 1989, diretto dal regista Fons Rademakers.